# Verbena townsendii
Verbena townsendii — вид трав'янистих рослин родини Вербенові (Verbenaceae), ендемік Галапагосів (Еквадор).

## Опис
Листки лінійні або майже такі, непримітні, листові пластини дуже вузькі, глибоко 3-сегментні, сегменти довжиною 1–4.5 см, ширина 1 мм.

## Поширення
Ендемік Галапагосів (Еквадор).